# Eugenia widgrenii
Eugenia widgrenii är en myrtenväxtart som beskrevs av Otto Wilhelm Sonder och Otto Karl Berg. Eugenia widgrenii ingår i släktet Eugenia och familjen myrtenväxter. Inga underarter finns listade i Catalogue of Life.